# Rio Cachoeirão
Rio Cachoeirão é um curso d'água efêmero, localizado na Chapada Diamantina, estado brasileiro da Bahia, cuja nascente está na Serra do Sobradinho.
Seu nome advém por, no vale que forma nas épocas das chuvas, criar um "cachoeirão" que desce no paredão existente na encosta da Serra do Sobradinho, onde nasce. É um dos tributários do rio Paraguaçu, tendo sua foz no rio Pati. A queda d'água é formada, quando chove, por cerca de quinze cachoeiras paralelas, que despencam num vão de 280 metros.

## Características
Na sua nascente, ao longo da calha que forma na Serra, o rio possui uma mata ciliar com plantas de médio porte, havendo ali um nicho com sombra e umidade que oferece um contraste com a paisagem circundante. Por não ser abastecido pelo lençol freático, é alimentado pelas águas que escorrem da sub-superfície da serra, fazendo com que seja efêmero seu curso. Isto faz com que alguns dos poços que forma terem duração bastante curta.
Em seu curso são formados poços onde a beleza está na coloração negro-avermelhada da água. O vale formado pelo curso d'água é um dos locais mais visitados pelos turistas que percorrem o Parque Nacional da Chapada Diamantina, por sua "grande beleza cênica".
A erosão do rio ao longo de milhares de anos fez com que se formassem paredões e provocasse a queda de blocos de rochas, alguns já bastante erodidos estão bem abaixo, no Vale do Pati.
Tem entre seus afluentes o rio Lapinha.

## Imagens
A atração turística possui alguns registros, como os que se seguem:

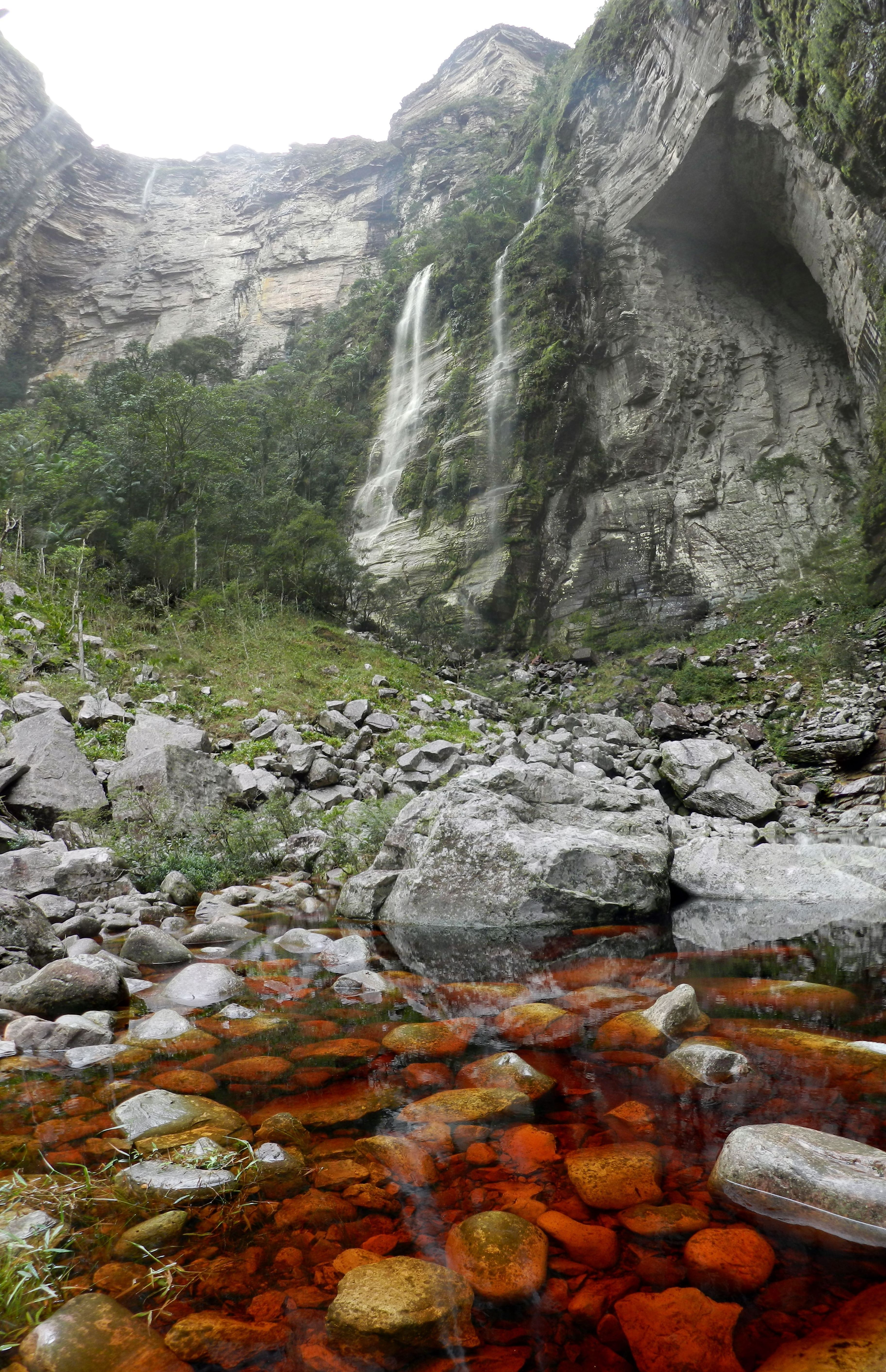
O rio de águas preto-avermelhadas e o Cachoeirão ao fundo
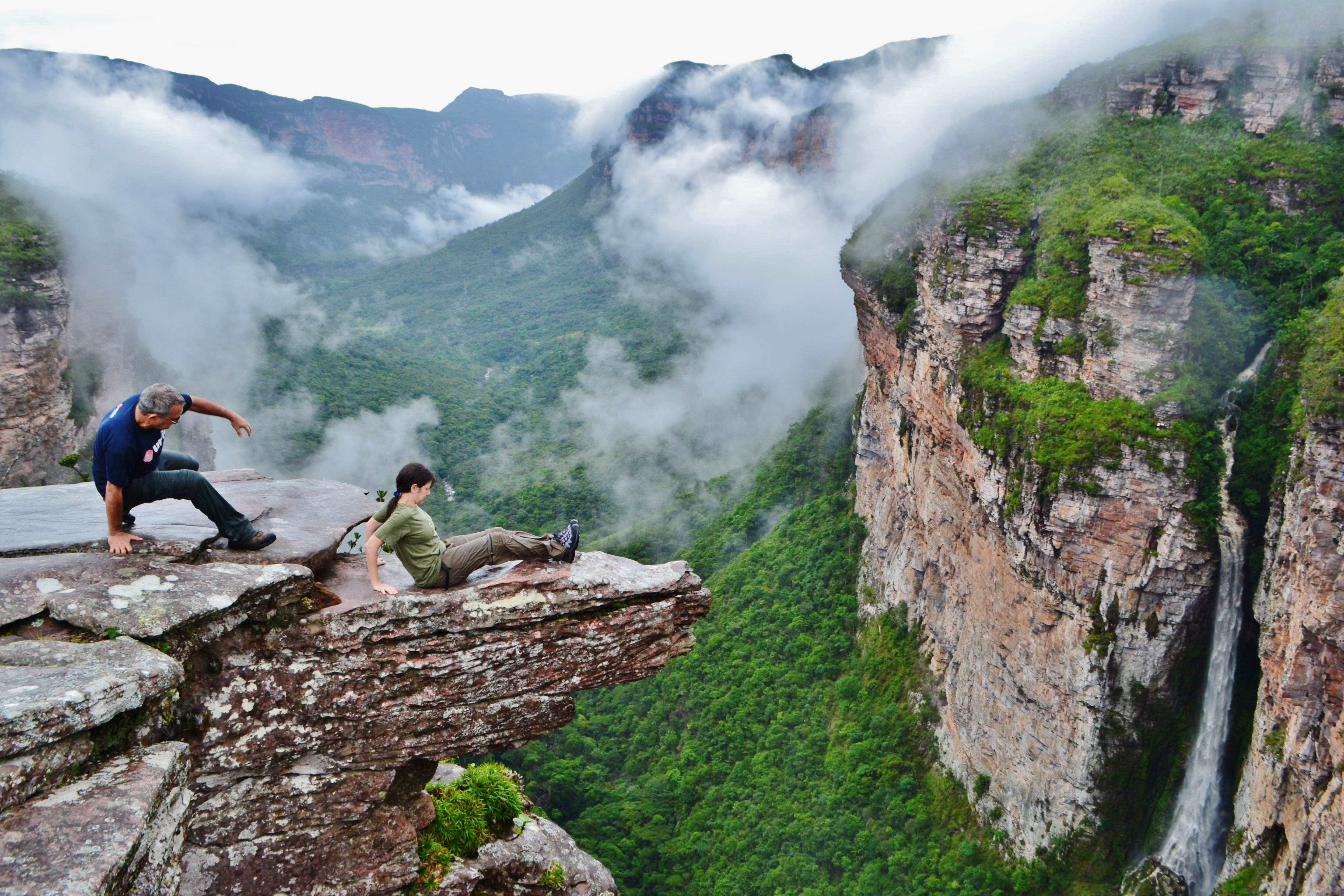
Turistas no alto da Serra, com a paisagem criada pelo Cachoeirão
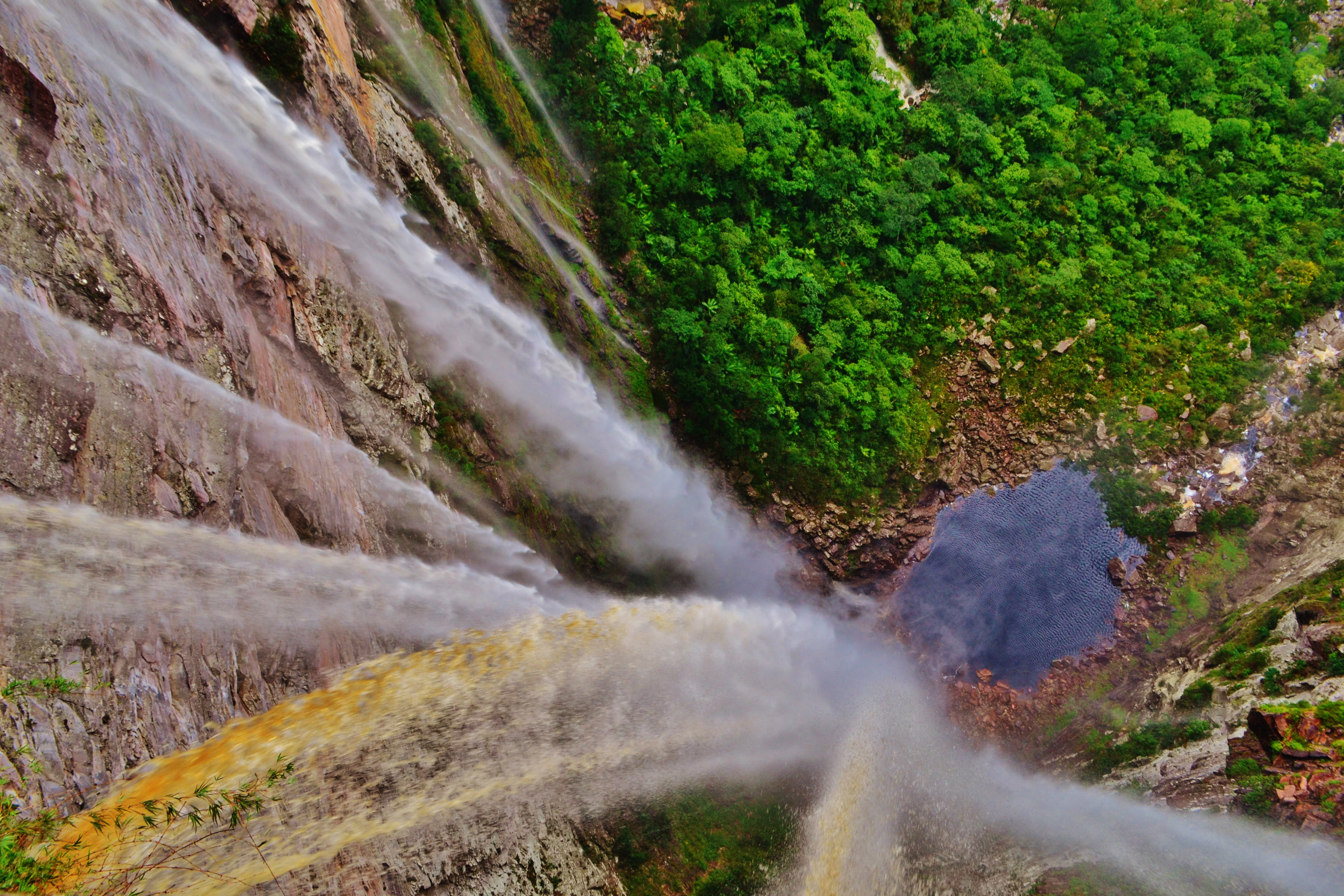
O Cachoeirão visto de cima
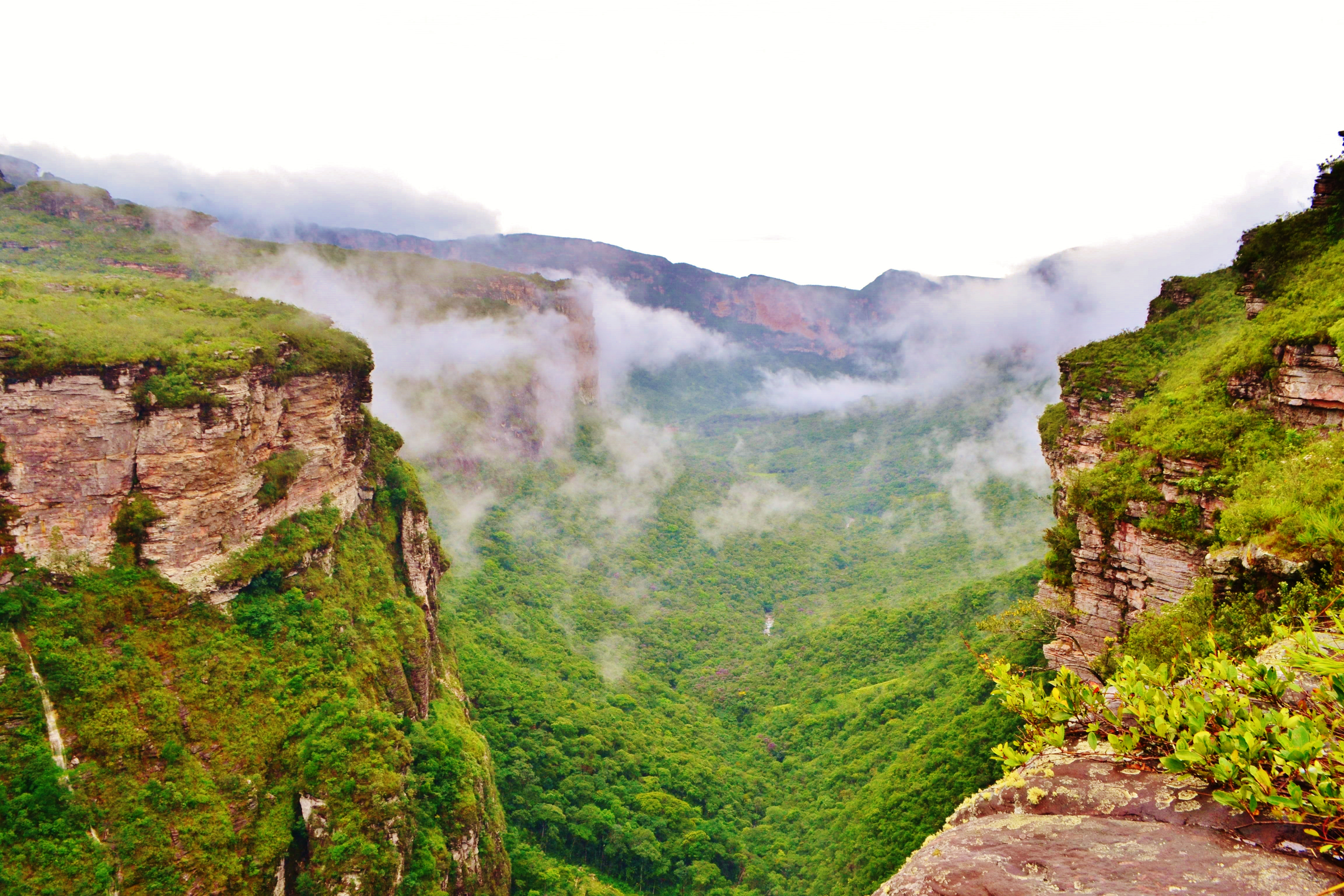
Vista do vão aberto pelo rio na Serra do Sobradinho